# Martin Praska
Martin Praska (* 1963 in Wiesloch bei Heidelberg) ist ein deutsch-österreichischer Maler und Grafiker.
Von 2002 bis 2004 war er Vorsitzender der IG Bildende Kunst.

## Leben und Wirken
Praska absolvierte von 1985 bis 1990 die Akademie der bildenden Künste Wien, erwarb das Diplom mit Auszeichnung und wurde 1986 mit dem silbernen Fügerpreis geehrt.
1987 erhielt er ein Arbeitsstipendium, 1993 nahm er am Malersymposion in Werfen teil. Er nahm Auslandsstipendien für Krumau (1994) und London (1998) in Anspruch.
Seit 1996 gehört er der Künstlervereinigung MAERZ an. 1999 gründete er mit Bury Götz, Matthias Hammer und Sebastian Weissenbacher die Künstlergruppe Die halbe Wahrheit und 2008 war er Mitbegründer der Künstlergruppe k2 United Painters der auch Ahmed Borai, Jan Eeckhout, Johannes Kriesche und Rainer Landeck angehören.
Er lebt und arbeitet seit 1985 in Wien. In seinen Werken macht er bewusst Rückgriffe auf Alte Meister, Pop Art, Fluxus und Expressionismus.

## Ausstellungen (Auswahl)
Praska präsentiert seine Werke im Rahmen von Einzel- und Gemeinschaftsausstellungen im In- und Ausland.
- 1993 Malersymposium Werfen
- 1994 Galerie im Traklhaus
- 1996 Adventkalender, öffentlicher Raum, Wien
- 1996 Sammlungen, Salzburger Kunstverein
- 1997 Martin Praska, Galerie März
- 2000 Schöner Leben, Burgenländische Landesgalerie
- 2000 Neuerwerbungen, Neue Galerie Linz
- 2001 Fallobst, Essl-Museum, Klosterneuburg
- 2002 Junge KünstlerInnen aus der artLab Sammlung Siemens, Niederösterreichisches Dokumentationszentrum für moderne Kunst
- 2006 Zu Zweit – Annerose Riedl und Martin Praska, Kubin-Haus, Zwickledt
- 2006 permanent 06, Essl-Museum, Klosterneuburg
- 2007 a tribute to 35 years of the Essl Collection, Essl-Museum, Klosterneuburg
- 2011 Festival der Tiere, Essl-Museum, Klosterneuburg
- 2013 Younger than Yesterday. Büro Josef Böhm, Museum der Moderne Rupertinum
- 2013 Wegmarken, Maerz 1952–2002, Künstlervereinigung MAERZ
- 2019 Die Spitze des Eisbergs, Museum der Moderne Salzburg
- 2019 Personal Structures, Palazzo Mora, Biennale di Venezia
- 2020 Short Stories, Museum Angerlehner Wels

## Kunst im öffentlichen Raum

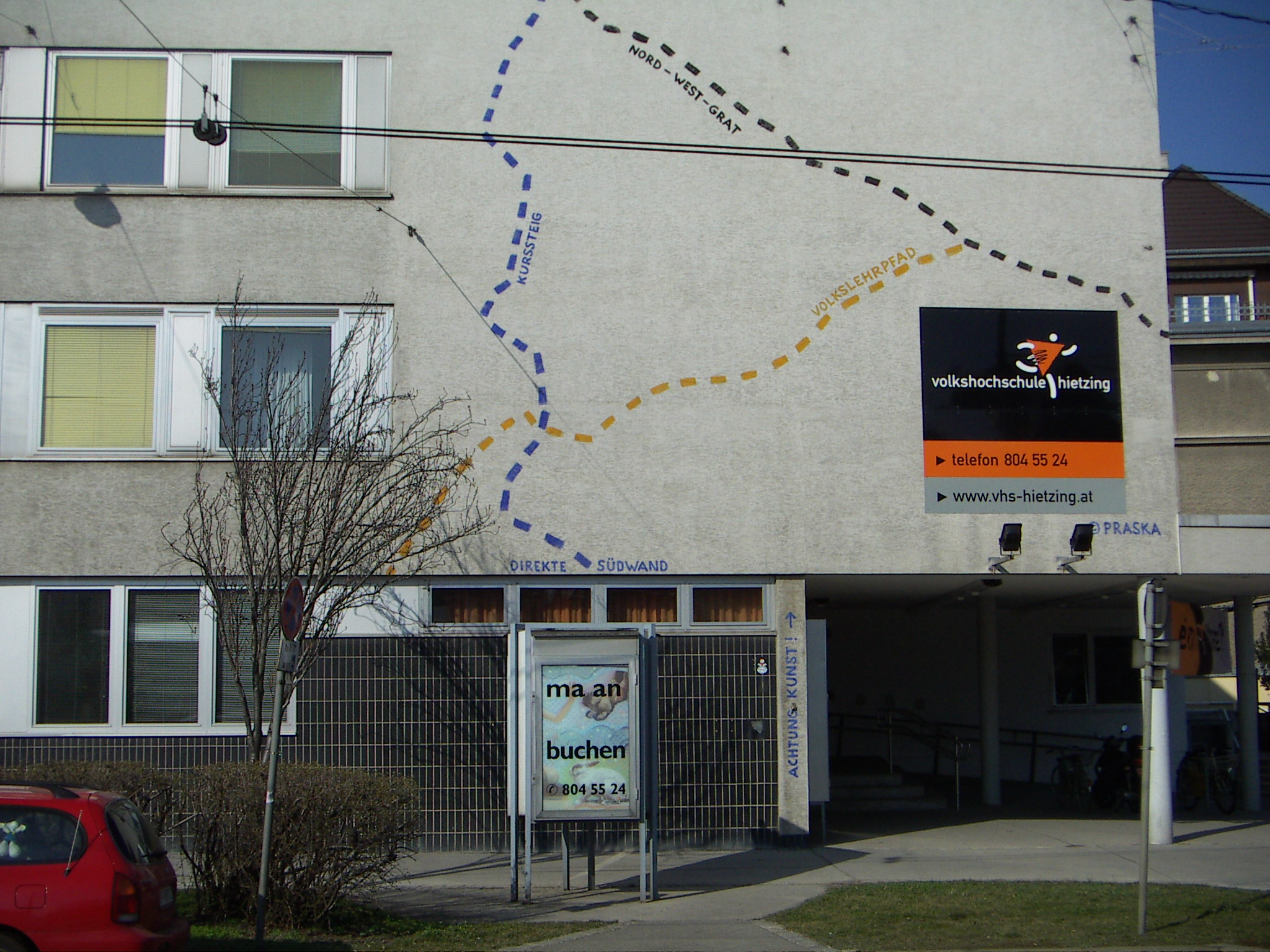
Volkshochschule Hietzing

- 2001–2014 Erwachsenenbildung mit Wegdarstellungen in verschiedenen Schweregraden an der Volkshochschule Hietzing[3]
- 2003 Kunstgestaltung Landespensionistenheim und Landespflegeheim Zistersdorf

## Publikationen
- Wie ich die Welt verbessern werde, Katalog, 52 S. 40 Abb., Texte auch von Johanna Hofleitner
- Die fetten Jahre 2008-2010, Katalog, 64 S. 65 Abb., Texte von Martin Praska und Peter Baum, ISBN 978-3-200-02148-8
- Schwarzbuch Frohsinn, Text & Zeichnung, Landstrich extra, 2014, mit Vorwort des Herausgebers Franz Hamminger, 136 S., ISBN 978-3-9502858-8-8.
- Früher waren die Frauen weicher, Katalog, 72 S. 77 Abb., Text von Martin Praska
- Short Stories, Ausstellungskatalog Museum Angerlehner, Verlag Bibliothek der Provinz, 161 S. 93 Abb., Texte von Martin Praska und Carl Aigner, ISBN 978-3-99028-986-0